# Diplura
Diplura ("bọ đuôi ngắn hai ngạnh") là một trong ba bộ của lớp Entognatha (hai bộ còn lại là Collembola và Protura). Cái tên "diplura" hay "hai đuôi" chỉ về cặp phần phụ hoặc sợi đuôi đặc trưng ở đầu tận cùng của cơ thể các loài bộ này.
Khoảng 800 loài đã được mô tả, trong đó khoảng 170 loài phân bố ở Bắc Mỹ, 12 loài ở Anh và 2 loài ở Úc. Bộ Diplura được nâng lên thành họ Diplura khi lớp Entognatha được tìm thấy là đa thức.

## Hình ảnh

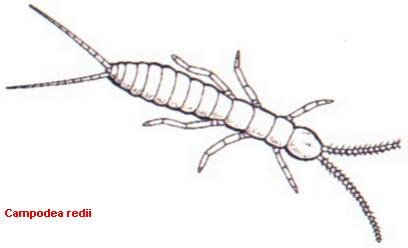
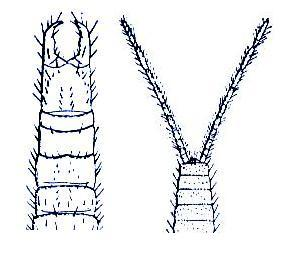

## Các loài
- Diplura annectens
- Diplura argentina
- Diplura cathariensis
- Diplura erlandi
- Diplura fasciata
- Diplura garbei
- Diplura garleppi
- Diplura lineata
- Diplura macrura
- Diplura maculata
- Diplura nigra
- Diplura nigridorsi
- Diplura paraguayensis
- Diplura parallela
- Diplura petrunkevitchi
- Diplura riveti
- Diplura sanguinea
- Diplura studiosa
- Diplura taunayi
- Diplura uniformis